# Оно (посёлок, Гифу)
Оно (яп. 大野町 О:но-тё:) — посёлок в Японии, находящийся в уезде Иби префектуры Гифу. Площадь посёлка составляет 34,18 км², население — 23 479 человек (1 июля 2014), плотность населения — 686,92 чел./км².

## Географическое положение
Посёлок расположен на острове Хонсю в префектуре Гифу региона Тюбу. С ним граничат города Мидзухо, Мотосу и посёлки Годо, Ибигава, Икеда.

## Население
Население посёлка составляет 23 479 человек (1 июля 2014), а плотность — 686,92 чел./км². Изменение численности населения с 1980 по 2005 годы:
| 1980 | 19 127 чел. |  |
| 1985 | 20 342 чел. |  |
| 1990 | 21 044 чел. |  |
| 1995 | 22 079 чел. |  |
| 2000 | 23 071 чел. |  |
| 2005 | 23 788 чел. |  |

## Символика
Деревом посёлка считается клён, цветком — рододендрон.